# 폴 너스
폴 너스 경(영어: Sir Paul Nurse, FRS, 1949년 1월 25일 ~ )은 영국의 생물학자이다. 2001년에 세포 주기조절 핵심 인자를 발견한 공로로 릴런드 H. 하트웰, 팀 헌트와 함께 노벨 생리학·의학상을 수상했다.

## 약력
- 1970년: 학사학위 취득(버밍엄 대학교)
- 1973년: 박사학위 취득(이스트 앵글리아 대학교)
- 1984년: 영국 암연구소(Cancer Research UK, 구 영국 왕립 암연구재단) 입사
- 1988년: 옥스퍼드 대학교 미생물학과 교수 부임
- 1993년: 영국 암연구소 연구책임자
- 1996년: 영국 암연구소 이사장
- 2003년 ~ 2011년: 록펠러 대학교 총장
- 2010년 ~ 2015년: 왕립학회 학회장
- 2011년 ~ 현재: 프랜시스 크릭 연구소 운영책임자(First Director and Chief Executive, Francis Crick Institute)
- 2017년 ~ 현재: 브리스틀 대학교 총장

## 상훈
- 1992년: 가드너 국제상(Gairdner Foundation International Award)
- 1995년: 로열 메달
- 1998년: 앨버트 래스커 기초 의학 연구상(Albert Lasker Award for Basic Medical Research)
- 1999년: 기사작위(Knight Bachelor) 서임[6]
- 2001년: 노벨 생리학·의학상
- 2002년: 레지옹 도뇌르 훈장 슈발리에
- 2005년: 코플리 메달
- 2013년: 알베르트 아인슈타인 세계 과학상(Albert Einstein World Award of Science)

## 참고 문헌

### 참고 자료
- (영어) Nurse, Paul (2004). 《The Great Ideas Of Biology: The Romanes Lecture For 2003》. Oxford University Press. ISBN 978-0-19-951897-5. , 캠벨 생명과학 9판 2단원 '박사와의 인터뷰' 중